# Egységes Községi Polgári Párt
Az Egységes Községi Polgári Párt egy 1924 és 1935 között létezett formailag független, gyakorlatilag azonban a kormányzó Egységes Párt budapesti önkormányzati szervezeteként működött politikai párt volt Magyarországon.

## Története

### Előzmények
A pártot a  Bethlen-kormány hívta életre a bethleni konszolidáció jegyében 1924-ben, hogy Budapesten megerősítsék a kormánypárt pozícióit a „Wolff-párttal” (Keresztény Községi Párt) szemben a Fővárosi Önkormányzatban és rajtuk keresztül átvegyék a városháza (a főváros) irányítását az azt még 1920-ban megszerző antiszemita, radikális jobboldali Wolfféktól.
Budapest megalakulásától kezdve autonómiát élvezett Magyarországon belül egészen Magyarország német megszállásáig (1944 tavasza), amikor is azt fokozatosan felszámolták. Ezt az autonómiát a két háború közt többször is felfüggesztették. A második alkalommal a bethleni konszolidáció jegyében 1924. január 1-je és 1925. június 26-a között, hogy a Wolff-párt hatalmát megtörjék (Először még a Horthy-rendszer kiépülésének kezdetén 1919–1920-ban a „bűnös Budapest” megrendszabályozására volt). A bethleni felfüggesztés oka a kormány és Wolffék szembenállásából adódott, indoka pedig egy 1920-as, deklaráltan ideiglenesnek szánt szabályozás volt, ami szerint az 1920-ban választott közgyűlésnek 1923. december 31-én jár le mandátuma. Ezt kihasználva másnap, január 1-jén az ex lex állapotra hivatkozva a főváros autonómiáját a Bethlen-kormány „ideiglenesen hatályon kívül helyezte” és a város vezetésével egy kormánybiztost (Ripka Ferencet) és a hozzá tartozó testületet bízta meg. A törvényben szabott két hónapon belül kiírandó választásokra vonatkozó passzust azonban figyelmen kívül hagyta. Ezt a törvénysértést az 1925. január 1-jével életbe lépett 1924. évi XXVI. törvény visszamenőleg „legalizálta” és egyben lehetővé tette a fővárosi önkormányzati választás kiírását. Erre a választásra alakult az Egységes Községi Polgári Párt.

### A Fővárosi Közgyűlésben
Az 1925-ös (időközi) fővárosi önkormányzati választásokat ugyan Wolffék nyerték, a szocialista, liberális frakció összességében 54%-ot szerzett. Hogy mégsem lett baloldali vezetés, az új szabályozásnak volt köszönhető, ami rengeteg nem választott, hanem tisztsége alapján delegált tagot küldött a közgyűlésbe, amivel az jobboldali többségű lett, de nem kormánypárti; az egységesek csupán 9,2%-ot hoztak, így hathatós támogatásra szorultak a kormányzat részéről, hogy az eredményeikhez képest jelentősen nagyobb hatalmukat megtarthassák.
Az új törvényhatóság a fővárost addig kormánybiztosként vezető Ripka Ferencet tette meg Budapest főpolgármesterévé július 11-én. Az autonómia felfüggesztése két héttel korábban, június 26-án az új közgyűlés felállásának napján szűnt meg (lévén a kormány céljainak végül is megfelelő állapot született). 
A közvetlen irányításból csak részben szorultak ki Wolffék; a Keresztény Községi Párt a fővárosi közgyűlésben továbbra is jelentős befolyással és erővel rendelkezett, valamint a legnagyobb frakció volt (36,6%); Budapest polgármesterét is ők adták Sipőcz Jenő személyében. (Budapestnek 1873-1945 között volt egy külön polgármesteri és egy külön főpolgármesteri tisztsége is) Az 1926-os választások önkormányzati fordulójában az erőviszonyoknak megfelelően a három polgármester-jelölt közül a regnáló kormánypárti főpolgármester, Ripka Ferenc kapta a legkevesebb szavazatot (a polgármestert a közgyűlés választotta). A második fordulóban így a baloldali, liberális (demokrata párti) volt polgár- és főpolgármester Bárczy István és a wolff-párti, hivatalban lévő budapesti polgármester Sipőcz Jenő közül a baloldallal szemben született kényszerszövetség eredményeként utóbbi került ki győztesen. 
A fővárosi közigazgatás egyébként szükséges reformja is Bethlenék érdekeinek megfelelő szellemben készült el; az önkormányzatok (köztük a polgármesterek, pl. Budapest polgármestere) jogköreinek és lehetőségeinek jelentős megnyirbálását hozta (mivel azok főleg baloldaliak, liberálisok, vagy Wolff-pártiak voltak). Az autonómiát megnyirbáló törvény 1930-ban lépett életbe, amivel az addig halasztgatott önkormányzati választásokra is sor kerülhetett. Ezt is a Kereszténypártiak nyerték, az egységesek 14%-ot gyűjtöttek.
1932-ben hivatalba lépett a Gömbös-kormány. Az ekkor (1932) nyugdíjba vonuló Ripka helyére Huszár Aladárt nevezték ki. Miután Gömbös átnevezte az Egységes Pártot a Nemzeti Egység Pártjává (NEP), az általa elképzelt nemzeti egységet a gyakorlatban is meg akarta valósítani, s kísérletet tett a két községi párt beolvasztására a NEP-be. Mivel azok sikeresen akadályozták ennek beteljesülését, Gömbösék a korábbi formulát követve az autonómiát ismét felfüggesztették. A rend csak két év múlva, 1934-ben állt helyre, ekkora készült el és lépett életbe a legújabb, az autonómiát újfent erőteljesen megnyirbáló törvény. Az új reguláció lehetőséget adott a mindenkori belügyminiszternek a közgyűlés akár indoklás nélküli feloszlatására is, illetve az aktuális főpolgármestert hivatalai ideje első két évében kormánybiztosi jogkörökkel ruházta fel. Mivel ezekkel nem értett egyet, Huszár lemondott főpolgármesteri megbízatásáról. Helyére Borvendég Ferencet tették meg, az egyik korábbi alpolgármestert, választás helyett az új törvény értelmében egyszerű kinevezés útján.
Szintén 1934-ben érdekes fordulat következett be; mivel az Egységes Községi Párt inkább bethlenistákból állt össze, a NEP belső harcait pedig a Bethlen-Gömbös ellentét határozta meg, Gömbös Wolffékkal szövetkezve igyekezett megerősíteni fővárosi pozícióit. Ennek eredményeképp az az évben váratlanul meghalt Borvendég helyére Sipőcz Jenőt nevezték ki főpolgármesterré, viszont az így megürült polgármesteri székbe a kormánypárti Szendy Károly került. Ezután az Egységes Községi Pártot különböző fenyegetések (pl  az autonómia ismételt felfüggesztése), illetve alkuk révén sikeresen beolvasztották a Nemzeti Egység Pártjába, aminek budapesti alapszervezete lett. A beolvasztásakor Kozma Jenő által vezetett párt végül 1935 elején csatlakozott (politikai kényszerűségből) véglegesen Gömbösékhez, hogy az 1935-ös választások önkormányzati fordulójában a NEP részéről már főleg csak gömbös-pártiakat indítsanak. 
A Keresztény Községi Párt négy évvel később, 1939-ben adta csak fel önállóságát és olvadt be az addigra újfent átnevezett kormánypártba (Magyar Élet Pártja).

## Önkormányzati választási eredményei
| Választási eredmények | Szavazatok száma | Szavazatok aránya | Mandátumok száma | Mandátumok aránya |
| --------------------- | ---------------- | ----------------- | ---------------- | ----------------- |
| 1925-ösx              | ?                | ?                 | 23               | 9,2%              |
| 1930-asx              | ?                | ?                 | 21               | 14%               |
| 1935-ös               | ?                | ?                 | 29               | 26,85%            |

x = időközi választások